# Telecentre
Ein Telecentre (oder Telecottage) ist eine öffentlich zugängliche Einrichtung mit umfangreicher IuK-Ausstattung, die häufig im ländlichen Raum zur Wirtschaftsförderung betrieben wird.
Zur wirtschaftlichen Entwicklung einer dünn besiedelten Flächengemeinde mit Hilfe von IuK-Anwendungen wurde 1985 im schwedischen Vemdalen erstmals ein staatlich finanziertes Telecentre unter dem Namen "Electronic Village Hall of Vemdalen" eingerichtet. Das Konzept, vernetzte Computer und Telekommunikation zu nutzen, um den ländlichen Raum mit einem Angebot von Telearbeitsplätzen, Schulungen und Teleunterricht mit Hilfe von IuK-Anwendungen zu stärken, und die digitale Kluft zu überbrücken, fand unter der Bezeichnung Telestuga (dänisch und norwegisch: Telestue, samisch: Telegoahti) zunächst in Skandinavien, später weltweit unter dem Namen Telecentre, Telecentro oder Telecottage weite Verbreitung.
Seit den 1990er Jahren dienen öffentlich geförderte Telearbeits- und Teleservicezentren (TTZ) mit hochwertiger IuK-Ausstattung in Deutschland Telearbeitern und häufig Existenzgründern als räumliche Basis zur Erbringung von Dienstleistungen.